# Jean-Yves Escoffier
Jean-Yves Escoffier (* 12. Juli 1950 in Lyon, Frankreich; † 1. April 2003 in Los Angeles, Kalifornien) war ein französischer Kameramann.

## Leben
Jean-Yves Escoffier studierte Kamerawesen an der renommierten französischen Filmhochschule École Louis-Lumière. Er war Kameramann in zahlreichen Filmen von Leos Carax, darunter Boy Meets Girl, Die Nacht ist jung und Die Liebenden von Pont-Neuf.
Am 1. April 2003 verstarb Escoffier an den Folgen eines Herzinfarktes in Los Angeles. Zuletzt arbeitete er an dem Liebesfilm 2046. Seine Arbeit wurde von Christopher Doyle beendet.

## Filmografie (Auswahl)
- 1978: Die Waldläufer (Le passe-montagne)
- 1983: Die Augen der Vögel (Les yeux des oiseaux)
- 1984: Boy Meets Girl
- 1985: Drei Männer und ein Baby (3 hommes et un couffin)
- 1986: Die Nacht ist jung (Mauvais sang)
- 1988: Der gelbe Revolver (Jaune revolver)
- 1991: Die Liebenden von Pont-Neuf (Les amants du Pont-Neuf)
- 1994: Nightmare Lover (Dream Lover)
- 1995: Jack und Sarah – Daddy im Alleingang (Jack & Sarah)
- 1996: Grace of My Heart
- 1996: The Crow – Die Rache der Krähe (The Crow: City of Angels)
- 1997: Good Will Hunting
- 1997: Gummo
- 1998: Rounders
- 1999: Das schwankende Schiff (Cradle Will Rock)
- 2000: Nurse Betty
- 2001: 15 Minuten Ruhm (15 Minutes)
- 2002: Besessen (Possession)
- 2003: Der menschliche Makel (The Human Stain)

## Auszeichnungen
- César 1987: Nominierung Beste Kamera für Die Nacht ist jung
- Europäischer Filmpreis 1992: Beste Kamera für Die Liebenden von Pont-Neuf